# Shigeki Hosokawa
Shigeki Hosokawa (細川茂樹) (Ogaki, Gifu, Japão, 16 de dezembro de 1971), é um ator japonês.

## Filmografia

### Filmes
| Ano  | Título original                          | Título em português | Papel         | Observações |
| 1996 | Yabu no Naka                             |                     |               |             |
| 1998 | Taian ni Butsumetsu                      |                     | Akihiko Sawai |             |
| 2005 | Kamen Rider Hibiki to Shichinin no Senki |                     | Hibiki        |             |
| 2006 | Death Note                               |                     | Raye Iwamatsu |             |
| 2007 | Death Note: The Last Name                |                     | Raye Iwamatsu |             |
| 2007 | Last Love                                |                     |               |             |
| 2007 | Heat Island                              |                     | Momoi         |             |
| 2008 | L: Change the World                      |                     | Raye Iwamatsu |             |
| 2009 | Parareru: Ai wa Subete o Norikoeru       |                     |               |             |

### Televisão
| Ano  | Título original                              | Título em português | Papel                       | Observações   |
| 1994 | Kimi to Ita Natsu                            |                     |                             | Fuji TV       |
| 1994 | Kindan no Kajitsu                            |                     |                             | NTV           |
| 1995 | Kagayaku Toki no Naka de                     |                     |                             | Fuji TV       |
| 1996 | Coach                                        |                     |                             | Fuji TV       |
| 1997 | Campus Note                                  |                     |                             | TBS           |
| 1997 | Kanojo Tachi no Kekkon                       |                     | Atsushi Mochizuki           | Fuji TV       |
| 1997 | Ii Hito                                      |                     |                             | Fuji TV       |
| 1998 | Koritsuku Natsu                              |                     |                             | NTV           |
| 1998 | Great Teacher Onizuka                        |                     | Takeda-Sensei               | Fuji TV       |
| 1999 | Border                                       |                     |                             | NTV           |
| 1999 | Furuhata Ninzaburo                           |                     |                             | Fuji TV       |
| 1999 | Joi                                          |                     |                             | NTV           |
| 1999 | Peach na Kankei                              |                     |                             | NTV           |
| 1999 | Out                                          |                     |                             | Fuji TV       |
| 1999 | London Hearts                                |                     |                             | TV Asahi      |
| 2000 | Gekka no Kishi                               |                     |                             | TV Asahi      |
| 2000 | Aijin no Okite                               |                     |                             | TV Asahi      |
| 2001 | Kiken Na Tobira - Ai Wo Tejou De Tunagu Toki |                     |                             | TV Asahi      |
| 2001 | Kochira Dai San Shakaibu                     |                     |                             | TBS           |
| 2002 | My Little Chef                               |                     | Masato Adachi               | TBS, ep3      |
| 2002 | Taiho Shichauzo                              |                     | Seiji Nakamori              | TV Asahi, ep8 |
| 2003 | Keiji Ichiro                                 |                     |                             | TBS           |
| 2003 | Blue Moshiku wa Blue                         |                     |                             | NHK           |
| 2004 | Hikeshiya Komachi                            |                     |                             | NHK           |
| 2005 | Yoshitsune                                   |                     | Shigehira Taira             | NHK           |
| 2005 | Koakuma na Onna ni Naru houhou               |                     | Horibe                      |               |
| 2006 | Kaigo Etoile                                 |                     |                             | NHK           |
| 2006 | Damens Walker                                |                     |                             | TV Asahi, ep7 |
| 2007 | Skullman                                     |                     | Hiroshi                     | Fuji TV       |
| 2007 | Tantei Gakuen Q                              |                     | Satoru Renjo                | NTV, ep9      |
| 2008 | Torishimarare Yaku Shinnyu Shain             |                     |                             | TBS           |
| 2008 | Shanghai Typhoon                             |                     | Shinji (Namorado de Misuzu) | NHK           |
| 2008 | Salaryman Kintaro 5                          |                     | Seiji Takatsukasa           | TV Asahi      |
| 2009 | Hancho                                       |                     | Naoki Hayami                | TBS           |

### Tokusatsu
| Ano  | Título original    | Título em português | Papel  | Observações |
| 2005 | Kamen Rider Hibiki |                     | Hibiki |             |